# Felix zu Knyphausen
Felix zu Knyphausen (* 23. Dezember 1969 in Hamburg) ist ein deutscher Schauspieler und Drehbuchautor.

## Werdegang
Seine Schauspielausbildung absolvierte zu Knyphausen am Lee Strasberg Theatre and Film Institute in New York. Hierauf folgten internationale Filmproduktionen wie Im Fahrwasser des Todes oder Geiseln der Verdammnis (OT: „The Garden of Redemption“).
In Deutschland wurde er vor allem durch die Hauptrolle des Nils Hofer in der ARD-Vorabendserie Marienhof einem breiten Publikum bekannt, die er vom 17. Juli bis 4. Dezember 2002 verkörperte. Es folgten einige Auftritte in Kurzfilmen.
2010 wirkte er an der Seite von Sophie Heldman als Drehbuchautor für den Film Satte Farben vor Schwarz, der am 13. Januar 2011 seine Premiere feierte.

## Filmografie

### Kino
- 1997: Geiseln der Verdammnis (als Hans)
- 1997: Im Fahrwasser des Todes (als Sonar Operator)
- 2001: Mehrwert der Liebe (Kurzfilm)
- 2003: Shit Happens (Kurzfilm) (als Guido)

### Fernsehen
- 1999: Die Sternbergs – Ärzte, Brüder, Leidenschaften
- 2002: Marienhof (als Nils Hofer)

### Drehbuchautor
- 2011: Satte Farben vor Schwarz